# Hello World (canção)
"Hello World" é o título de uma canção escrita por Tom Douglas, Lane Tony, e David Lee, foi gravada por Lady Antebellum. Foi lançada como o quarto single do álbum Need You Now. A canção foi programado para ser lançada na rádio country em 4 de outubro de 2010, mas estreou na Hot Country Songs na 53ª posição uma semana antes de seu lançamento oficial. "Hello World" foi realizada no CMA Awards em 2010.

## Recepção da crítica
"Hello World" recebeu críticas mistas dos críticos. Matt Bjorke de Roughstock chamou de "uma canção que atinge todas as notas certas do primeiro acorde" e chama as letras "completamente universais no fato de que todos se sentem pressionados pelo mundo à sua volta, em algum momento, e se esquecem de levar pequenos prazeres e as simplicidades da vida, como a mão acenando e sorriso de uma criança, entrar em contato com sua fé, e como as coisas simples da vida são realmente o que é toda sobre".
Kevin John Coyne da Country Universe deu à canção uma classificação C, chamando-lhe "uma narração de funcionamento da unidade mais chata pela cidade" e dizendo que "soa como pouco mais do que Bruce Springsteen no seu mais auto-indulgente". O revisor Karlie Justus da The 9513 deu-lhe um polegar para baixo, dizendo que a canção "iria funcionar melhor como forragem para o par-ou punny qualquer outro duo cômico, como uma paródia à esquerda do Saturday Night Live, paródia ao vivo do que um hino-pseudo de inspiração para a rádio county", mas dizendo que os vocais de Hillary Scott são "um ponto brilhante, brilhante no meio da mão pesada".

## Posição nas paradas
| Paradas                                  | Melhor posição |
| ---------------------------------------- | -------------- |
| Estados Unidos - Billboard Hot 100       | 61             |
| Estados Unidos - Billboard Country Songs | 1              |
| Canadá - Canadian Hot 100                | 51             |